# Nummi-Halinen
Nummi-Halinen est un district de Turku en Finlande. 

## Quartiers de Nummi-Halinen
Le district est composée de 8 quartiers.
- 52.Oriketo,
- 53.Räntämäki,
- 54. Koroinen,
- 55.Halinen,
- 56.Nummi,
- 57.Kohmo,
- 58.Kurala,
- 59.Itäharju

## Galerie

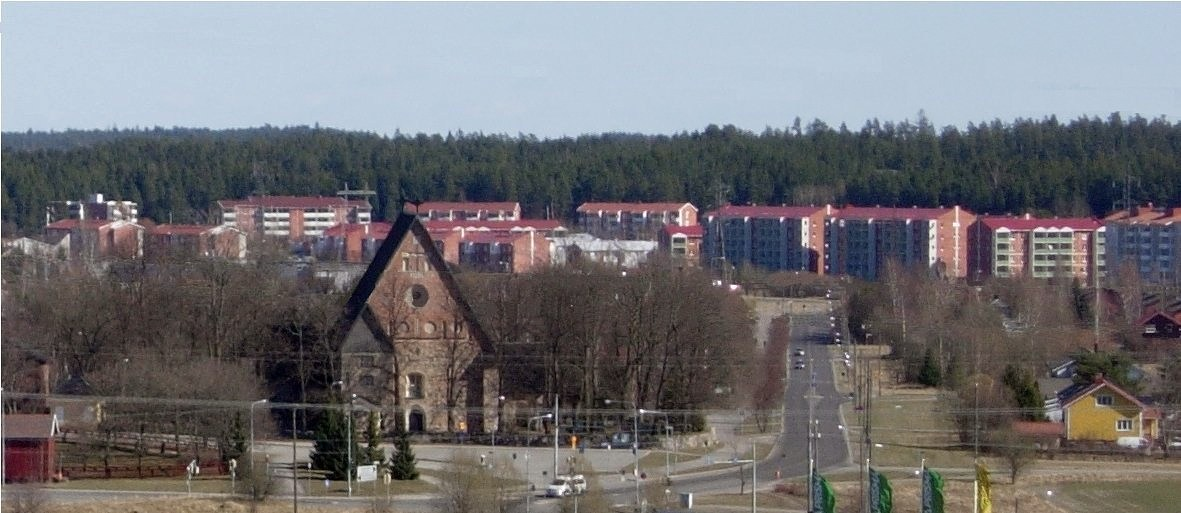
Nord de Halinen.

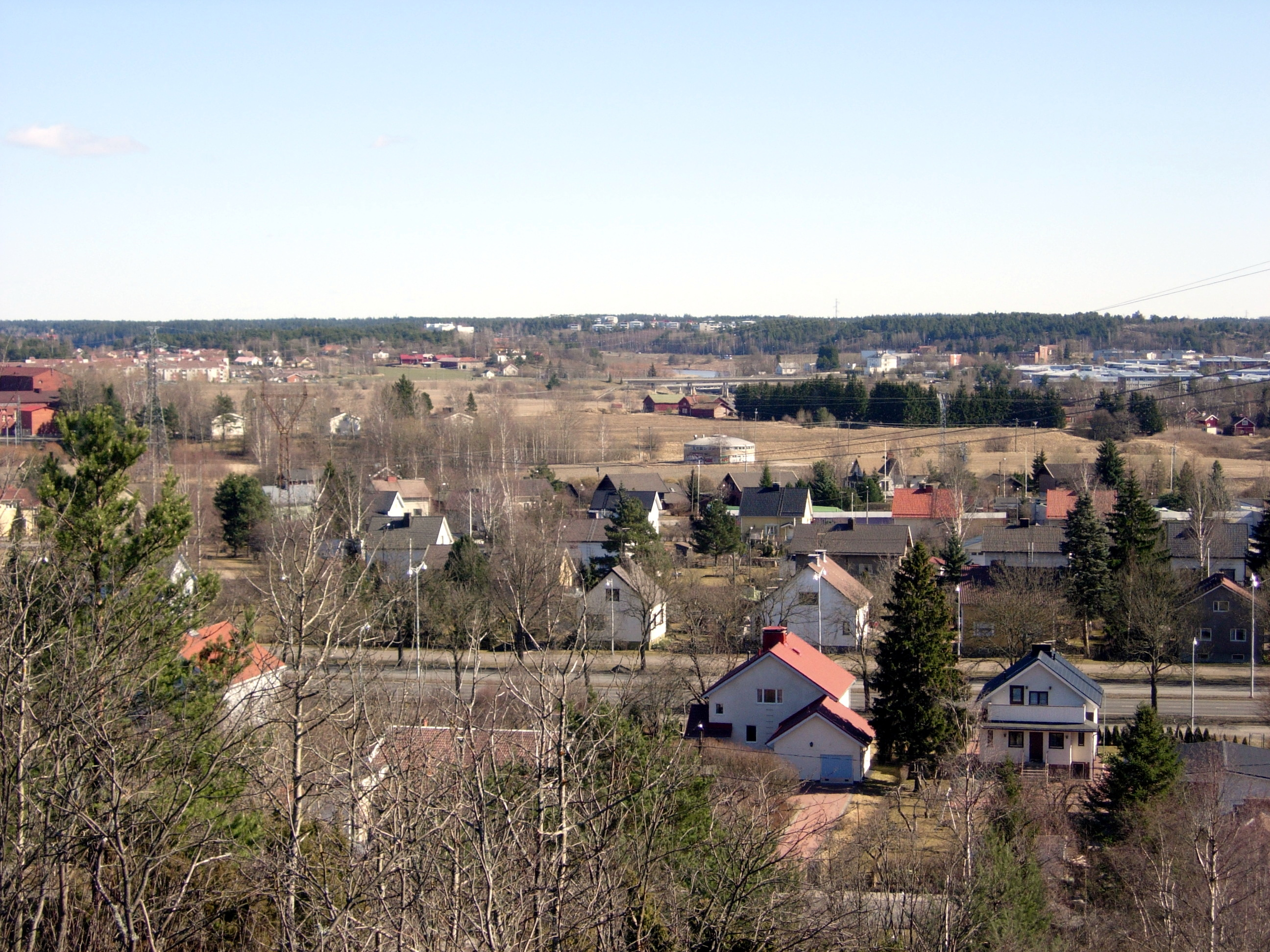
Raunistula et Koroinen.